# Australian Workers Union
L'Australian Workers Union (AWU) és un dels sindicats australians de treballadors més gran i més antic. El seu origen es remunta als sindicats fundats en els anys vuitanta del segle xix per pastors i miners. D'acord amb el darrer informe de l'Australian Industrial Relations Commission, actualment té uns 80.000 associats (el 31 de desembre de 2021 hi havien 71.181 associats). Al llarg del temps ha exercit una poderosa influència en les reivindicacions sindicalistes australianes i en el Partit Laborista Australià (Australian Labor Party).

## Cobertura
L'AWU té una àmplia cobertura, entre d'altres, dels següents sectors:
- Serveis administratius i de suport
- Agricultura, silvicultura i pesca
- Serveis artístics i recreatius
- Construcció
- Serveis d'electricitat, gas, aigua i residus
- Fabricació
- Mineria
- Administració Pública i Seguretat